# Пухальський Валентин Ілліч
Валентин Ілліч Пухальський (12 серпня 1887, Берестовський рудник — 14 січня 1981) — український радянський скульптор; член Спілки художників СРСР з 1948 року та Сталінської обласної Спілки художників України з 1949 року.

## Біографія
Народився 12 серпня 1887 року на Берестовському руднику поблизу міста Юзівки (тепер Донецьк, Україна) в сім'ї гірничого інженера. Закінчив Ізюмське реальне училище. Навчався у Вищому художньому училищі при Російській імператорській академії мистецтв у Санкт-Петербурзі. Тоді скульптуру викладав Володимир Беклемішев, анатомію — Гуго Залеман. Займався у студії Іллі Гінзбурга. У 1916 році отримав диплом і звання художника-скульптора з правом викладання в навчальних закладах. Його дипломна робота була удостоєна Державної премії.
Після здобуття мистецької освіти працював у Рисувальній школі Товариства заохочення мистецтв у Санкт-Петербурзі.
З 1930 року працював в майстерні наочних посібників Сталінського індустріального інституту. З кінця 1930-х років — у Харкському медичному інституті у професора Володимира Воробйова, в майстерні наочних посібників. Під його керівництвом у 1938 році при інституті був створений анатомічний музей.
Під час німецько-радянської війни, на початку окупації Донбасу в 1941 році, разом з дочкою Світланою, був відправлений на примусові роботи в Німеччину. Працював і у Варшаві. Був несправедливо репресований. Працював на шахтах Донбасу, скульптором у головного архітектора Донецька. 1946 року перейшов на роботу до Донецького архітектурного художнього ремісничого училища № 26, де викладав і був майстром з ліплення.
З 1950 року жив і працював у Сєвєродонецьку. Жив у будинку по вулиці Леніна № 28, квартира 4. Помер 14 січня 1981 року.

## Творчість
Серед робіт:

Погруддя Леніна.

- погруддя Володимира Леніна у Сєвєродонецьку на вулиці Леніна (1956, бетон; демонтоване у 2014 році);

скульптура
- «Катерина» (1914; тонований гіпс; 168 см; зайняла перше місце на конкурсі, а автор за неї премію в 1000 рублів; Національний музей Тараса Шевченка)[2];
- «Григорій Сковорода» (1915, місцезнаходження невідоме);
- «Шахтар» (1931);
- серія «Старий Донбас» (1930—1940-ві):

- - «Тягальщик» (тонований гіпс; Донецький обласний художній музей);
  - «Саночник стоячий» (тонований гіпс; Лисичанський гірничий технікум);
  - «Кріпильник» (тонований гіпс; Лисичанський гірничий технікум);
  - «Забійник» (1948, тонований гіпс; Лисичанський гірничий технікум);
  - «Коваль» (тонований гіпс; Лисичанський гірничий технікум);
  - «Молотобоєць» (тонований гіпс; не зберігся);
  - «Саночник за роботою» (тонований гіпс; Лисичанський гірничий технікум);
  - «Забійник за работою» (тонований гіпс; Лисичанський гірничий технікум);
  - «Забійник за роботою» (тонований гіпс; Лисичанський міський краєзнавчий музей);
  - «Вантажник» (тонований гіпс; Лисичанський міський краєзнавчий музей);
  - «Саночник за роботою» (тонований гіпс; Лисичанський міський краєзнавчий музей);
  - «Сані. Кріпильник. Забійник» (тонований гіпс; Лисичанський міський краєзнавчий музей);
  - «Будівельник з „козою“» (тонований гіпс; Музей історії розвитку вугільної промисловості Лисичанського кам'яновугільного району);
  - «Будівельник з „козою“» (тонований гіпс; Сєвєродонецький центр туризму, краєзнавства та екскурсій учнівської молоді);
  - «Пічник» (тонований гіпс; Сєвєродонецький центр туризму, краєзнавства та екскурсій учнівської молоді);
  - «Тесляр» (тонований гіпс; Сєвєродонецький центр туризму, краєзнавства та екскурсій учнівської молоді).

паркова скульптура
- «Шахтар» у місті Золотому (бетон, 2,0 м);
- «Футболіст» у Сєвєродонецьку на стадіоні «Хімік» (бетон, 2,0 м; не збереглася);
- «Робітник» у Сєвєродонецьку на силікатному заводі (бетон, 2,0 м; не збереглася);
- «Зоя Космодем'янська» у Сєвєродонецьку у Парку культури і відпочинку імені Максима Горького (бетон, 2,0 м; не збереглася);
- «Ліза Чайкіна» у Сєвєродонецьку у Парку культури і відпочинку імені Максима Горького (бетон, 2,0 м; не збереглася).

Автор численних архітектурних оздоблень на фасадах і в інтер'єрах будинків Сєверодонецька і Лисичанська.
Брав участь у художніх виставках з 1914 року. У 1947 році, в кінотеатрі імені Тараса Шевченка на вулиці Артема у Донецьку, була організована творча виставка майстра, на якій були представлені 32 його роботи.
Крім скульптури займася живописом, створював копії картин відомих майстрів, зокрема:
- «Княжна Тараканова» Костянтина Флавицького (власність сім'ї художника);
- «У теплих краях» Миколи Ярошенка (власність сім'ї художника);
- «Невідома» Івана Крамського (приватна власність);
- «Повіяло весною» Костянтина Крижицького (власність сім'ї художника);
- «Бабусин сад» Василя Полєнова (власність сім'ї художника);
- «Все у минулому» Василя Максимова (власність сім'ї художника);
- «Місячна ніч» Івана Крамського (приватна власність);
- «У парку. Нормандія» Василя Полєнова (приватна власність);
- «Вечір в степу» Сергія Світославського (власність сім'ї художника).

## Вшанування пам'яті

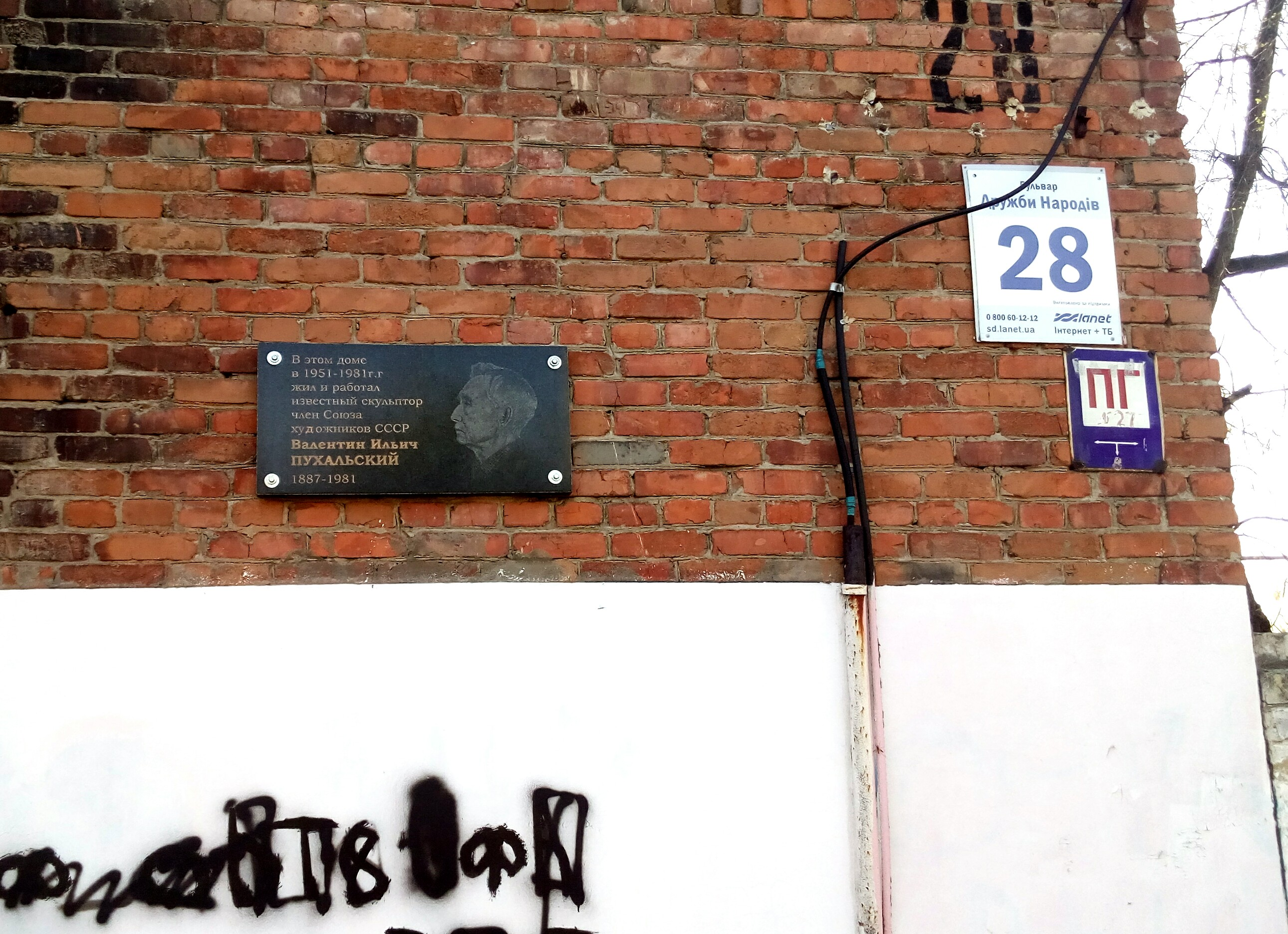
Меморіальна таблиця

25 травня 2012 року у Сєвєродонецьку, на будинку по бульвару Дружби народів № 28 (колишня вулиця Леніна), в якому з 1951 по 1981 рік жив митець, встановлена меморіальна дошка.